# 岩根愛
岩根 愛（いわね あい、1975年 - ）は、東京都中野区出身の写真家。
1991年、中学卒業後に単身渡米、ペトロリアハイスクールに留学。オフグリッド、自給自足の暮らしの中で学ぶ。帰国後、アシスタントを経て1996年に独立。雑誌媒体、音楽関連等の仕事をしながら、フィリピンのモンテンルパ刑務所、ロシアのニクーリンサーカス、台湾の三峡台北榮民之家など、世界の特殊なコミュニティでの取材に取り組む。
2006年以降、ハワイにおける日系文化に注視し、2013年より福島県三春町にも拠点を構え、移民を通じたハワイと福島の関連をテーマに制作を続ける。
2018年、初作品集『KIPUKA』及び写真展『FUKUSHIMA ONDO』で第44回木村伊兵衛写真賞、第44回伊奈信男賞を受賞。

## 写真集
- 『KIPUKA』青幻舎、2018年11月
- 『キプカへの旅』太田出版、2019年5月